# Dicrotendipes formosanus
Dicrotendipes formosanus är en tvåvingeart som beskrevs av Jean-Jacques Kieffer 1916. Dicrotendipes formosanus ingår i släktet Dicrotendipes och familjen fjädermyggor. Inga underarter finns listade i Catalogue of Life.